# Albrecht Reinecke
Albrecht Reinecke (* 3. Juni 1871 in Osnabrück; † 16. Februar 1943 in Berlin-Lichterfelde) war ein deutscher Generalmajor der Reichswehr.

## Leben
Er war der Sohn des Geheimen Rats Philipp Reinecke (1819–1894) und dessen Frau Bertha, geborene Pagenstecher (1836–1910).
Reinecke erhielt am 16. September 1885 sein Offizierspatent als Sekondeleutnant in der Preußischen Armee. 1900/01 nahm er an der Niederschlagung des Boxeraufstandes in China teil. Hierbei lernte er Wilhelm Faupel kennen.
Von 1906 bis 1910 war er Militärinstrukteur an der argentinischen Kriegsakademie.
Mit Ausbruch des Ersten Weltkriegs rückte Reinecke als Oberstleutnant im Stab des 1. Westfälischen Feldartillerie-Regiments Nr. 7 an der Westfront ins Feld. Im weiteren Kriegsverlauf wurde er am 5. Oktober 1916 zum Oberst befördert und diente später als Artillerie-Kommandeur Nr. 100 bei der 13. Reserve-Division. Für seine Leistungen war Reinecke mit beiden Klassen des Eisernen Kreuzes, dem Kronenorden IV. Klasse mit Schwertern, dem Ritterkreuz des Königlichen Hausordens von Hohenzollern mit Schwertern, dem Bayerischen Militärverdienstorden IV. Klasse mit Schwertern und Krone sowie dem Ritterkreuz I. Klasse des Albrechts-Ordens mit Schwertern ausgezeichnet worden.
Nach Kriegsende in die Reichswehr übernommen, war Reinecke vom 1. April 1923 bis 31. Dezember 1925 Kommandeur des 5. Artillerie-Regiments in Ulm und schied danach mit dem Charakter als Generalmajor aus dem aktiven Militärdienst.
Von 1936 bis 1938 fungierte er als kommissarischer Leiter des Ibero-Amerikanischen Instituts in Berlin. Er starb am 16. Februar 1943 in Berlin-Lichterfelde, wo er seit Jahren gelebt hatte.
Reinecke heiratete 1911 in erster Ehe seine Cousine zweiten Grades Bertha Pagenstecher (1887–1921) und war damit Schwippschwager des späteren Generalobersten Ludwig Beck. Aus dieser Ehe stammten drei Kinder, Elisabeth (1913–2001), Gustav (1921–1944) und Renate (1925–1945). Nach dem Tod der ersten Frau war er in zweiter Ehe 1930 mit Gertrude Heine (1887–1945) verheiratet. Sein Sohn ist 1944 als Hauptmann und Batteriechef an der Ostfront gefallen; seine zweite Ehefrau und zwei Töchter starben Ende April 1945 während der Schlacht um Berlin.